# Leopoldamys sabanus
Leopoldamys sabanus es una especie de roedor de la familia Muridae.

## Distribución geográfica
Se encuentra en Bangladés, Camboya, Indonesia, Laos, Malasia, Tailandia, y Vietnam.